# 信息及相关技术控制目标
COBIT，中文譯為：資訊及相關技術的管理、控制與稽核。它是一系列關於資訊治理最佳實踐（框架）的集合，並由國際電腦稽核協會（ISACA）和治理委員會於1992年創建。COBIT提供全球接受的原則、實務、分析工具及模式，可作為管理人員、稽核人員及資訊用戶的通用資訊治理架構及最佳實務，幫助企業和資訊管理階層提高相關個人或團體對於企業資訊及科技資產的信任度，並從中獲得最大效益。

## 概述
COBIT最早发布于1996年。现有版本COBIT 2019发行于2018年11月，其使命是“为企业管理人员， IT人员和审计人员的日常使用研究、开发、宣传和推广一套权威的、最新的、国际上认可的信息技术控制目标”。管理人员、审计人员和用户可以从COBIT的开发中受益。它定义了一套IT管理的通用过程。在其框架中，定义了每个过程，以及过程中的输入输出，关键活动，目标，性能测试和基本的成熟度模型。

## 版本历史
COBIT有过五个主要版本：
- 1996年，第一版推出
- 1998年，第二版推出，包括了“管理指南”
- 2000年，第三版推出。2003年，此版本可以从网上获得。
- 2005年12月，第四版首次推出。2007年5月，发行其修订版COBIT 4.1
- 2012年6月，COBIT 5发行。它巩固并集合了COBIT 4.1， Val IT 2.0和RISK IT框架，同时从BMIS和ITAF中汲取了部分内容。
- 2018年11月，COBIT 2019發行，這是一個增加設計因素和重點領域的更新，使其更加實用和可定制。

## COBIT 內容架構
在2005年发布的第四版中，我们可以找到四个部分：
1. 计划与组织（Plan and Organize）；
2. 获得与实施（Acquire and Implement）；
3. 交付与支持（Deliver and Support）；
4. 监测与评估（Monitor and Evaluate）。

計劃與組識主要是針對確認如何以透過資訊科技來發展企業目標的策略和手法，其策略主要透過計劃、溝通、管理來達至企業不同的目的。

## 外部連結
- 國際電腦稽核協會（页面存档备份，存于）

1. ↑  .   [2019-08-08]. （原始内容存档于2019-08-08）.